# Britanski Deviški otoki
Britanski Deviški otoki so čezmorsko ozemlje Združenega kraljestva. Vključujejo otoke Tortola, Virgin Gorda, Anegada, Jost Van Dyke, Peter Island, Salt Island, Beef Island, Cooper Island, Ginger Island, Norman Island, in mnoge manjše otoke, vse zbrane okoli kanala Sira Francisa Drakea. Ležijo severovzhodno od Ameriških Deviških otokov in vzhodno-severovzhodno od Portorika. Britanski Deviški otoki so ena izmed številnih davčnih oaz.